# Fais dodo (Louisiane)
Pour les articles homonymes, voir Fais dodo.

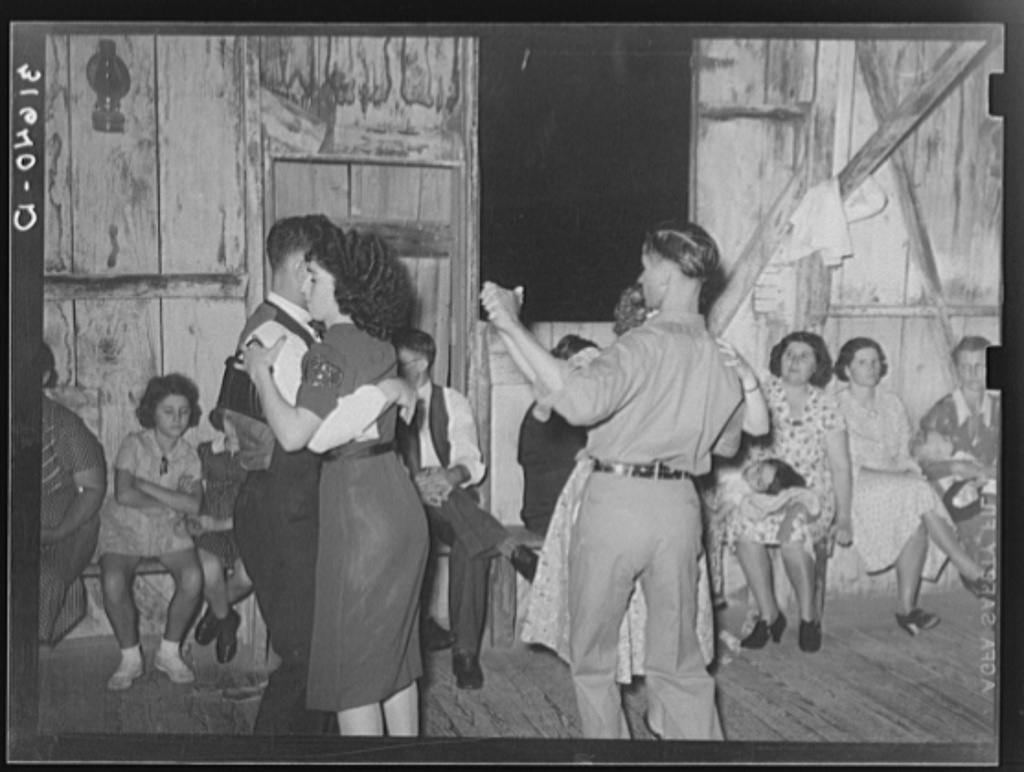
Danse "Fais-do-do" à Crowley en Louisiane 1938.

Les fais dodo ou fais-dodos désignent, en français cadien de Louisiane, des bals cadiens ou tout simplement des soirées dansantes. 
L'expression vient de l'habitude qu'avaient les mères cadiennes d'emmener leurs jeunes enfants aux bals et de leur dire de s'endormir au son de la musique cadienne. Elles mettaient les enfants dans une pièce annexe et chantaient la chanson Fais dodo, puis allaient danser.